# Zaphne cascadica
Zaphne cascadica är en tvåvingeart som beskrevs av Griffiths 1998. Zaphne cascadica ingår i släktet Zaphne och familjen blomsterflugor. Inga underarter finns listade i Catalogue of Life.